# 허조
허조(許稠, 1369년 5월 17일(음력 4월 11일) ~ 1440년 2월 1일(음력 1439년 12월 28일))는 고려 말기와 조선 초기의 문신이다. 자는 중통(仲通), 호는 경암(敬菴), 시호는 문경(文敬)이다. 본관은 하양(河陽)이다.

## 생애
1369년 판도판서(版圖判書)를 지낸 허귀룡(許貴龍)과 흥양 이씨(興陽李氏)의 차남으로 경상도 하양현에서 태어났다. 일찍이 권근의 문하에서 학문을 배웠고, 1383년(우왕9년) 진사시, 1385년(우왕 11년) 생원시에 합격하고 1390년(공양왕 2년) 식년문과에 급제해 전의시승(典儀寺丞)이 되었다.
1392년 조선이 개국하자 좌보궐(左補闕)·봉상시승(奉常寺丞)으로서 지제교를 겸해 예악제도(禮樂制度)를 바로잡는 데 힘썼다.
1397년 전적이 되어 석전(釋奠)의 의식을 개정했으며, 1399년(정종 1) 좌보궐로서 지제교를 겸하였다. 태종이 즉위하자 사헌부잡단(司憲府雜端)으로 발탁되었으나, 강직한 발언으로 왕의 뜻을 거슬러 완산판관으로 좌천되었다.
그 뒤 강직한 성품이 다시 인정받아 1402년(태종 2) 이조정랑, 1404년 호군·집현전직제학으로서 세자시강원좌문학이 되었다. 1406년 경승부소윤(敬承府少尹), 이듬해 예문관직제학으로서 세자시강원문학을 겸임하였다.
세자가 명나라에 들어가게 되자 집의에 올라 서장관으로 수행하였다. 이 때 명나라의 여러 제도를 자세히 조사하였다. 그리고 귀국 중에 들렀던 궐리(闕里)의 공자묘(孔子廟)를 본떠 조선의 문묘에서 허형(許衡)을 제향하고 양웅(揚雄)을 몰아내었다.
1408년 판사섬시사(判司贍寺事)로 세자시강원우보덕을 겸했으나, 조대림사건(趙大臨事件)에 연루되어 춘주(春州)로 귀양갔다. 그러나 곧 경승부윤으로 복직했으며, 1411년 예조참의가 되어 의례상정소제조를 겸임하였다. 이 때 사부학당을 신설하고 왕실의 각종 의식과 일반의 상제(喪制)를 정하는 데 크게 공헌하였다.
태종조에 이루어진 많은 예악제도는 거의 그의 손에 의해 이루어지다시피 하였다. 뒤에 이조·병조의 참의를 거쳐 평안도순찰사가 되었는데, 도내의 민폐를 자세히 조사·보고하면서 조세 감면과 왕의 수렵 자제를 극간하기도 하였다.
1415년 한성부윤·예문관제학, 1416년 예조참판·제조, 1418년 개성유후사유후·경기도관찰사를 역임하였다. 세종 즉위 후에는 공안부윤(恭安府尹)·예조판서로서 부민고소금지법(部民告訴禁止法)을 제의해 시행케 하였다. 또한 시관이 되어 많은 인재를 발탁하였다.
1422년(세종 4) 이조판서가 되자 구임법(久任法)을 제정해 전곡을 다루는 경관(京官)은 3년, 수령은 6년 임기를 채우도록 정하였다. 그리고 죄인의 자식이라도 직접 지은 죄가 없으면 처벌하지 않도록 하는 법제를 만들었다. 또한 이듬해에는 『속육전(續六典)』의 편수에도 참가하였다.
1426년 참찬·빈객이 되었다가 이조판서에 재임했는데, 이때 대간들의 간언을 두호(斗護: 남을 두둔해 돌보아 줌.)해 언로를 넓힐 것을 주장하였다. 1428년 판중군도총제부사가 되어서는 동북방의 적을 막기 위해 평안도에 성곽을 쌓고 전선(戰船)을 마련해야 한다고 주장해 이를 관철시켰다.
1430년 찬성을 거쳐, 1432년 다시금 이조판서에 올라 관리 임명에 공정을 기하는 한편, 효자순손(孝子順孫)과 충현(忠賢)들의 자손을 발탁해 예교(禮敎)를 장려하는 데 힘썼다. 이듬해 세종이 파저강야인(婆渚江野人) 이만주(李滿住) 등을 치려고 하였을 때는 후환이 있을 수 있다면서 극력 반대하였다.
1435년 지성균관사가 되고, 이듬해에는 예조판서를 겸임하였다. 과거시험에서 사장(詞章)보다는 강경(講經)을 중시해야 한다는 입장에서 초장강경(初場講經)을 주장했으나, 이를 성사시키지는 못하였다. 당시까지만 해도 고려시대부터 내려오는 사장 중시의 경향이 강했던 때문이었다.
1438년에는 세종을 도와 신숙주(申叔舟) 등 진사 100인과 하위지(河緯地) 등 문신급제자 33인을 뽑았고, 같은 해 우의정으로 승진하였다. 이듬해 궤장(几杖)이 하사되고 좌의정에 올랐으나, 그 해에 죽었다.
『소학』·『중용』을 즐겨 읽었고 효행이 지극했으며, 강직한 성품을 지녔다. 특히, 유교적 윤리관을 보급해야 하는 조선 초기에 태종·세종을 도와 예악제도를 정비하는 데 크게 공헌하였다. 세종묘정에 배향되었다. 시호는 문경(文敬)이다.

## 묘소
《허조 묘역》은 경기도 파주시 문산읍 이천리에 있다. 2013년 8월 28일을 기하여 파주시의 향토유적 제29호로 지정되었다.

## 업적
조선 초기 예악제도를 정비하는 데 크게 공헌하였으며, 청백리로 명망이 있었다. 1397년 전적이 되어 석전(釋奠)의 의식을 개정했고, 1422년《신속육전》(新續六典) 편수에 참가했다.

## 가족 관계
- 증조부: 허수(許綏)
- 증조모: 순흥 안씨(順興安氏), 안향(安珦)의 딸
- 조부: 허윤창(許允昌)
- 조모: 익산 이씨(益山李氏), 이성직(李成稷)의 딸
- 아버지: 허귀룡(許貴龍)
- 어머니: 흥양 이씨(興陽李氏), 이길(李吉)의 딸
  - 형: 허주(許周)
  - 동생: 허척(許倜)
  - 여동생: 조안평(趙安平)에게 출가
  - 부인: 영해 박씨(寧海朴氏), 박경(朴經)의 딸
    - 아들: 허후(許詡)
    - 아들: 허눌(許訥)
    - 딸: 최유종(崔有悰)에게 출가
    - 딸: 정잠(鄭箴)에게 출가
    - 딸: 윤미견(尹彌堅)에게 출가

## 연관 인물
- 세종
- 최윤덕
- 황희
- 이수